# Philadelphia (film, 1993)
Pour les articles homonymes, voir Philadelphie (homonymie).
Pour plus de détails, voir Fiche technique et Distribution.
Philadelphia ou Philadelphie au Québec est un film de procès américain réalisé par Jonathan Demme, sorti en 1993.
Il s'agit du premier film hollywoodien traitant du sida, de l'homosexualité et de l'homophobie. Les rôles principaux sont joués par Tom Hanks et Denzel Washington. Le scénario, écrit par Ron Nyswaner, est en partie inspiré de l'histoire de Geoffrey Bowers.
Tom Hanks remporte son premier Oscar du meilleur acteur pour son rôle d'Andrew Beckett, alors que le titre Streets of Philadelphia de Bruce Springsteen reçoit l'Oscar de la meilleure chanson originale en 1994 ainsi que le Grammy Award de la chanson de l'année en 1995. Nyswaner est aussi nommé pour l'Oscar du meilleur scénario original, mais il perd face à Jane Campion pour La Leçon de piano.

## Synopsis
Andrew Beckett est un brillant avocat et il est homosexuel. Son début de carrière dans le cabinet de Charles Wheeler et associés, un des plus grands cabinets d'avocats de Philadelphie, est prometteur. Il est adulé par son milieu et rien ne semble pouvoir ralentir son ascension. Mais un jour, il est licencié, officiellement pour faute professionnelle. Convaincu qu'il a été chassé parce qu'il a le sida, Andrew décide d'attaquer le cabinet pour licenciement abusif. Aucun avocat ne souhaitant se saisir du dossier, il se résigne à assurer sa propre défense. Puis il rencontre son confrère Joe Miller, avocat noir très ambitieux qui, à cause de ses propres tendances homophobes, refuse dans un premier temps de le défendre. Il finit toutefois par accepter afin de rétablir la justice que bafoue le cabinet Wheeler.

## Fiche technique
- Titre original et français : Philadelphia
- Titre québécois : Philadelphie
- Réalisation : Jonathan Demme
- Scénario : Ron Nyswaner
- Musique : Howard Shore
- Direction artistique : Tim Galvin
- Décors : Karen O'Hara
- Costumes : Colleen Atwood
- Photographie : Tak Fujimoto
- Montage : Craig McKay
- Production : Jonathan Demme, Gary Goetzman, Ronald M. Bozman, Kenneth Utt et Edward Saxon
- Sociétés de production : TriStar Pictures, Clinica Estetico
- Sociétés de distribution : TriStar Pictures (États-Unis), Columbia TriStar Films (France)
- Budget : 26 000 000 $ (estimation)
- Pays de production :  États-Unis
- Langue originale : anglais
- Format : couleur (Technicolor) — 35 mm — 1,85:1 — son SDDS / Dolby
- Genre : drame, film de procès
- Durée : 125 minutes
- Dates de sortie :
  - États-Unis : 23 décembre 1993
  - France : 18 janvier 1994
- Classification :
  - États-Unis : PG-13
  - France : Tous publics

## Distribution
- Tom Hanks (VF : Jean-Philippe Puymartin ; VQ : Bernard Fortin) : Andrew Beckett
- Denzel Washington (VF : Emmanuel Jacomy ; VQ : Jean-Luc Montminy) : Joseph ''Joe'' Miller
- Jason Robards (VF : Jean Michaud ; VQ : Alain Clavier) : Charles Wheeler
- Mary Steenburgen (VF : Frédérique Cantrel ; VQ : Élise Bertrand) : Belinda Conine
- Antonio Banderas (VF : Diego Asensio ; VQ : Manuel Tadros) : Miguel Alvarez, compagnon d'Andrew
- Ron Vawter : (VF : Philippe Peythieu ; VQ : Éric Gaudry) : Bob Seidman
- Robert Ridgely (VF : Raymond Baillet ; VQ : Aubert Pallascio) : Walter Kenton
- Daniel Chapman : le narrateur à la clinique
- Charles Glenn (VF : Marcel Guido) : Kenneth Killcoyne
- Joanne Woodward (VF : Nicole Favart) : Sarah Beckett
- Charles Napier (VF : Henri Poirier ; VQ : Jean Fontaine) : le juge Garnett
- David Drake : Bruno
- Anna Deavere Smith (VF : Martine Meiraghe ; VQ : Sophie Faucher) : Anthea Burton
- Bradley Whitford (VF : Hervé Bellon ; VQ : Pierre Auger) : Jamey Collins
- Lisa Summerour (VF : Nathalie Spitzer) : Lisa Miller
- Chandra Wilson (VQ : Johanne Léveillé) : Chandra
- Karen Finley : Dre Gillman
- Paul Lazar (VF : Georges Caudron ; VQ : Benoît Rousseau) : Dr Klenstein
- Kathryn Witt (VF : Danièle Hazan) : Melissa Benedict
- Roger Corman (VF : Jean-Pierre Delage) : Laird
- Ann Dowd (VF : Régine Teyssot) : Jill Beckett
- John Bedford Lloyd (VF : Jean-Jacques Nervest ; VQ : Hubert Gagnon) : Matt Beckett
- Robert Castle (VQ : Luc Durand) : Bud Beckett
- Bill Rowe (VF : Christian Peythieu) : Dr Armbruster
- Warren Miller (VF : Hervé Caradec) : M. Finley
- Obba Babatundé (VF : Lionel Henry) : Jerome Green
- Tony Fitzpatrick (VF : Michel Fortin) : Charlie, le barman
- Andre B. Blake (VF : Philippe Vincent) : le sportif rencontré au magasin
- Kenneth Utt : un juré
- Harry Northup : un juré
- Edward Rendell (VF : Hervé Caradec) : lui-même (maire de Philadelphie)
- Julius Erving : lui-même
- Ana Leza : une invitée (non créditée)

Sources et légende : version française (VF) sur RS Doublage. Version québécoise (VQ) sur Doublage Québec

## Production

### Scénario
Ce film est largement inspiré (pour au moins 54 scènes selon la conciliation légale) de la vie de Geoffrey Bowers, avocat licencié par le cabinet Baker McKenzie et décédé en 1987, et du cas d'un autre avocat, Clarence B. Cain, de Philadelphie, séropositif abusivement licencié par Hyatt Legal Services, firme du célèbre avocat et homme d'affaires Joel Hyatt (en) (HLS avait été condamné en 1990 à verser la somme de 157 000 $).
La ville de Philadelphie est née du rêve de son fondateur, William Penn, qui souhaitait montrer un exemple de tolérance aux autres nations. C'est là que se trouve l'intérêt du choix de cette ville et le paradoxe, entre cette ville symbole de tolérance et l'intolérance vis-à-vis des personnes atteintes du sida que ce film dénonce.

### Attribution des rôles
Daniel Day-Lewis, Michael Keaton, William Baldwin, Keanu Reeves, Robin Williams, Bill Murray et Andy García avaient été pressentis pour incarner Andrew Beckett avant que Tom Hanks ne soit choisi. Jonathan Demme a dû plaider la cause de l'acteur Ron Vawter afin que TriStar Pictures accepte de l'engager dans le rôle de Bob Seidman : Vawter était séropositif (il est mort en 1994).
Edward Rendell, alors maire de Philadelphie, apparaît en caméo. Répondant à la question d'un journaliste, il déclare que le cabinet d'avocats perdra la clientèle de la ville s'il est reconnu coupable de discrimination après avoir licencié Beckett. Rendell refusa d'apprendre un texte et préféra parler d'une façon naturelle, comme il en avait l'habitude. La scène ne fut filmée qu'une fois, et Rendell reçut le surnom d'Eddie One Take (Eddie « du premier coup »). Denzel Washington retrouvera le réalisateur Jonathan Demme neuf ans plus tard pour Un crime dans la tête, remake du film de 1962 réalisé par John Frankenheimer.

### Tournage

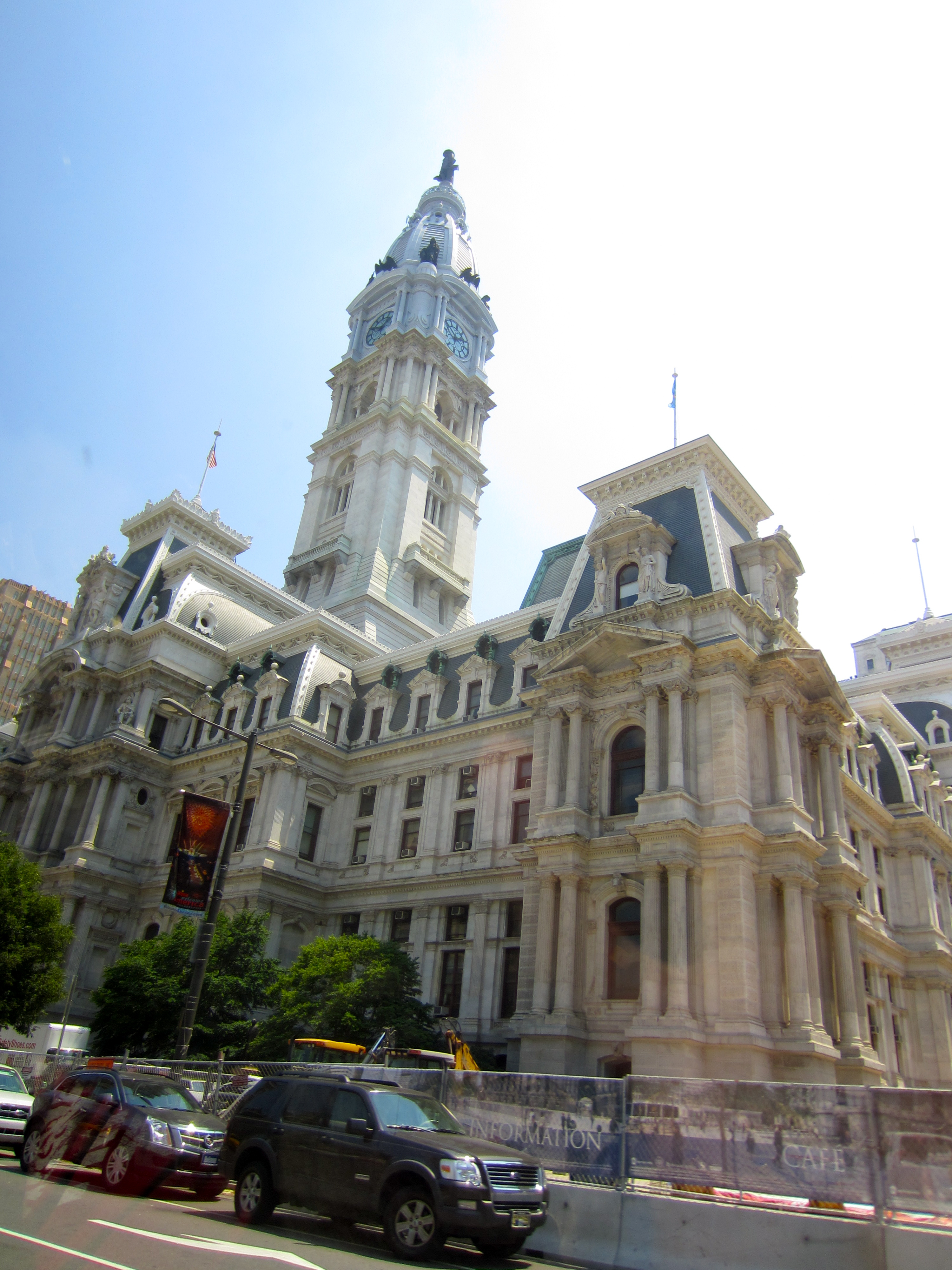
L'énorme statue de William Penn, fondateur de Philadelphie (en grec : la ville de l'amour fraternel) surmonte le beffroi du City Hall (l'hôtel de ville, qui abrite le tribunal civil où se déroule le procès). Cette statue apparaît plusieurs fois dans le film, en particulier prise en plongée et en gros plan grâce à un hélicoptère équipé d'une Wescam.

Le tournage du film s'est déroulé entre octobre 1992 et février 1993. Tom Hanks a perdu jusqu'à 11 kilos pour incarner Andrew Beckett, au fur et à mesure de la progression de la maladie du personnage, alors qu'au contraire Denzel Washington fut prié de prendre du poids.
Selon l'interview de Tom Hanks dans le documentaire The Celluloid Closet (1996), les scènes montrant plus d'affection entre lui et Banderas ont été coupées au montage, notamment une scène de lit (l'édition DVD produite par Automat Pictures inclut cette scène). La scène de la bibliothèque a été tournée à la Fisher Fine Arts Library sur le campus de l'université de Pennsylvanie. Lors d'une gay-party costumée, Miller s'est déguisé en « procès » (law-suit : son costume, suit, est couvert de papiers légaux), alors qu'Andrew et son amant Miguel, en uniformes d'officiers supérieurs de l'US Navy, dansent ensemble : allusion au statut des homosexuels dans l'armée américaine. Ils en étaient en principe exclus, mais Bill Clinton, qui avait promis de régler le problème, n'avait fait promulguer qu'une directive atténuante : la règle Don't ask, don't tell, qui sera appliquée de février 1994 à septembre 2011.
53 personnes séropositives apparaissent dans le film, et selon une légende urbaine, 43 d'entre elles seraient mortes dans les 12 mois suivants. En fait, ces morts ont eu lieu dans les années suivantes. C'est bien Tom Hanks, alors enfant joufflu, qui figure dans les petits films de famille, à la fin.

### Bande originale
La bande originale du film est constituée de plusieurs chansons interprétées par différents artistes et de la musique originale composée par Howard Shore.
La chanson Streets of Philadelphia de Bruce Springsteen connaît un important succès international et reçoit plusieurs distinctions. L'aria La mamma morta, tirée de l'opéra Andrea Chénier d'Umberto Giordano est chantée par Maria Callas, qui a rendu cet air célèbre.
1. Streets of Philadelphia - Bruce Springsteen - 3:56
2. Lovetown - Peter Gabriel - 5:29
3. It's in Your Eyes - Pauletta Washington - 3:46
4. Ibo Lele (Dreams Come True) - RAM - 4:15
5. Please Send Me Someone to Love - Sade - 3:44
6. Have You Ever Seen the Rain? - Spin Doctors - 2:41
7. I Don't Wanna Talk About It - Indigo Girls - 3:41
8. La mamma morta - Maria Callas - 4:53
9. Philadelphia - Neil Young - 4:06
10. Precedent - Howard Shore - 4:03

- Please Send Me Someone to Love est une reprise de Percy Mayfield.
- Have You Ever Seen the Rain? est une reprise de Creedence Clearwater Revival.

## Accueil

### Accueil critique
Philadelphia est globalement bien reçu par la critique dans les pays anglophones. Le site Rotten Tomatoes lui attribue un taux d'approbation de 80 %, sur la base de cinquante-quatre critiques collectées et une moyenne de 6,7/10. Dans son consensus, le site lui reproche de s'adonner à des clichés « dans sa quête pour transmettre un message significatif, mais sa distribution et sa direction sensible sont plus que suffisantes pour compenser ».
Dans une critique contemporaine du Chicago Sun-Times, Roger Ebert a attribué au film trois étoiles et demie sur quatre et a déclaré qu'il s'agissait d'un « très bon film en soi. Et pour les cinéphiles ayant une antipathie pour le sida mais avec un enthousiasme pour des stars telles que Tom Hanks et Denzel Washington, il pourrait contribuer à une meilleure compréhension de la maladie. C'est révolutionnaire comme Devine qui vient dîner ? (1967), le premier film majeur sur une histoire d'amour interraciale ; il utilise la chimie de stars populaires dans un genre fiable pour éviter ce qui ressemble à une controverse ».
Christopher Matthews du Seattle Post-Intelligencer a écrit que « Philadelphia, le film si longtemps attendu de Jonathann Demme, est si habilement interprété, si bien intentionné et si audacieux que vous vous retrouvez constamment à vouloir que ce soit le film sur le sida par excellence ». James Berardinelli de ReelViews a écrit que « l'histoire est opportune et puissante, et les performances de Hanks et de Washington garantissent que les personnages ne disparaîtront pas immédiatement dans l’obscurité ». Rita Kempley du Washington Post a écrit qu’« il ressemble moins à un film de Demme qu’au meilleur de Frank Capra. Ce n’est pas seulement habile, ringard et ouvertement patriotique, c’est aussi compatissant, convaincant et émotionnellement dévastateur ».
En France, le film est aussi bien accueilli par la presse spécialisée ou généraliste, obtenant une moyenne de 3,6/5 sur le site Allociné, à partir de l'interprétation de critiques provenant de cinq titres de presse.

### Box-office
| Pays ou région        | Box-office (1993-94) | Date d'arrêt du box-office | Nombre de semaines |
| --------------------- | -------------------- | -------------------------- | ------------------ |
| États-Unis            | 77 446 440 $         | 10 juin 1994               | 25                 |
| France                | 2 741 445 entrées    | 31 mai 1994                | 12                 |
| Total hors États-Unis | 129 232 000 $        | —                          | —                  |
| Total mondial         | 206 678 440 $        | —                          | —                  |

### Distinctions

#### Récompenses
- Berlinale 1994 : Ours d'argent du meilleur acteur pour Tom Hanks
- Oscars 1994 :
  - Meilleur acteur pour Tom Hanks
  - Meilleure chanson originale pour Bruce Springsteen pour Streets of Philadelphia
- Golden Globes 1994 :
  - Meilleur acteur dans un film dramatique pour Tom Hanks
  - Meilleure chanson originale pour Bruce Springsteen pour Streets of Philadelphia
- MTV Movie Awards 1994 : meilleure performance masculine pour Tom Hanks
- Grammy Awards 1994 :
  - Meilleure chanson de film pour Bruce Springsteen pour Streets of Philadelphia
  - Chanson rock de l'année pour Bruce Springsteen pour Streets of Philadelphia
  - Performance vocale rock masculine de l'année pour Bruce Springsteen pour Streets of Philadelphia

### Nominations
- Oscars 1994 :
  - Meilleur scénario original pour Ron Nyswaner
  - Meilleure chanson originale pour Neil Young pour Philadelphia
  - Meilleurs maquillages pour Carl Fullerton et Alan D'Angerio
- Golden Globes 1994 : meilleur scénario pour Ron Nyswaner

#### Classement
Le personnage d'Andrew Beckett est classé 49e des héros dans le classement AFI's 100 Years... 100 Heroes and Villains.

## Impact dans la culture populaire
Dans l'épisode Jared a le SIDA de la série animée South Park, la scène du licenciement de Jared par Subway pour avoir vanté les bienfaits amincissants du SIDA est une parodie de celle du licenciement de Tom Hanks dans le film. À la suite de quoi, Jared parcourt les rues de South Park, sur fond d'une parodie de Streets of Philadelphia de Bruce Springsteen.